# Giancarlo Vitali
Giancarlo Vitali (* 21. Juli 1926 in Medesano; † 27. Oktober 2011 in Noceto) war ein italienischer Fußballspieler und -trainer.

## Sportlicher Werdegang
Vitali debütierte für Parma Vecchia kurz nach Ende des Zweiten Weltkrieges in der Serie C im Erwachsenenbereich und machte schnell höherklassig auf sich aufmerksam. Im Sommer 1946 wechselte der Offensivspieler zum CFC Genua in die Serie A, wo er im September des Jahres debütierte. Nach nur einer Spielzeit zog er zu Calcio Padova in die Serie B weiter, am Ende seiner ersten Spielzeit in Venetien stieg er mit dem Verein in die erste Liga auf.
1950 wechselte Vitali innerhalb der Serie A zum AC Florenz und zwei Jahre später zum AC Neapel. Hier platzierte er sich jeweils mit der Mannschaft vornehmlich im vorderen Tabellendrittel, ein Titelgewinn blieb ihm jedoch verwehrt. 1957 ging er zu SPAL Ferrara, zwei Mal in Folge belegte er mit der Mannschaft den letzten Nicht-Abstiegsplatz. Anschließend ließ er ab 1959 seine Karriere im unterklassigen Ligabereich ausklingen, zunächst bei der US Pistoiese und 1961/62 bei der US Città di Pontedera.
Nach seinem Karriereende wandte sich Vitali dem Training von Mannschaften zu. Erste Trainerstation war ab 1966 Cosenza Calcio 1914, anschließend führte er den AC Parma 1970 zur Meisterschaft in der viertklassigen Serie D. Daraufhin wechselte er zum Drittligisten Sorrento Calcio, den er mit einem Punkt Vorsprung vor US Salernitana zum Aufstieg in die Serie B führte. Hier stand man jedoch von Beginn an im Abstiegskampf, so dass er alsbald von seinen Aufgaben entbunden wurde. Es folgten Kurzzeitengagements bei US Salernitana, Trapani Calcio, Vastese Calcio 1902, Paganese Calcio und Quarrata Olimpia an der Grenze zwischen italienischem Profi- und Amateurbereich. 1977 kehrte er zu Sorrento Calcio zurück, mit dem Klub verpasste er bei einer Ligareform 1978 die Qualifikation für die Drittklassigkeit. Dennoch leitete er bis 1980 die Geschicke der Mannschaft. Anschließend übernahm er SS Milazzo in der Serie D, nach finanziellen Problemen des Klubs blieb aber auch dieses – sein letztes als Cheftrainer – Engagement nur kurzzeitig.
Im Oktober 2011 verstarb Vitali im Alter von 85 Jahren.